# Norrberget (naturreservat)
Norrberget är ett naturreservat som omfattar berget med detta namn i Hudiksvalls kommun i Gävleborgs län.
Området är naturskyddat sedan 2007 och är 10 hektar stort. Reservatet består av gammal gles hällmarkstallskog på toppen som övergår i blandskog längre ner. 